# Świnice Warckie (gemeente)
De gemeente Świnice Warckie is een landgemeente in het Poolse woiwodschap Łódź, in powiat Łęczycki.
De zetel van de gemeente is in Świnice Warckie.
Op 30 juni 2004 telde de gemeente 4196 inwoners.

## Oppervlakte gegevens
In 2002 bedroeg de totale oppervlakte van gemeente Świnice Warckie 93,95 km², waarvan:
- agrarisch gebied: 82%
- bossen: 7%

De gemeente beslaat 12,14% van de totale oppervlakte van de powiat.

## Demografie
Stand op 30 juni 2004:
| Omschrijving                   | Totaal | Totaal | Vrouwen | Vrouwen | Mannen | Mannen |
| ------------------------------ | ------ | ------ | ------- | ------- | ------ | ------ |
| eenheid                        | aantal | %      | aantal  | %       | aantal | %      |
| inwoners                       | 4196   | 100    | 2103    | 50,1    | 2093   | 49,9   |
| bevolkingsdichtheid (inw./km²) | 44,7   | 44,7   | 22,4    | 22,4    | 22,3   | 22,3   |

In 2002 bedroeg het gemiddelde inkomen per inwoner 1396,45 zł.

## Administratieve plaatsen (sołectwo)
Bielawy, Chorzepin, Chwalborzyce, Drozdów, Głogowiec, Grodzisko, Gusin, Kaznów, Kosew, Kozanki Podleśne, Kraski, Parski, Piaski, Podłęże, Rogów, Stemplew, Świnice Warckie, Świnice Warckie-Kolonia, Tolów, Władysławów, Wola Świniecka, Zbylczyce.

## Overige plaatsen
Chęcin, Chorzepinek, Góry, Góry Chwalborskie, Hektary, Holendry, Kaznówek, Ładawy, Łyków, Margaska, Miecanki, Miniszew, Odrada, Pieńki, Podgórze, Polusin, Pustki, Rydzyna, Stawiszynek, Strachów, Wola-Olesin, Wyganów, Wylazłów, Zagórze, Zbylczyce, Zięciówek, Zimne.

## Aangrenzende gemeenten
Dąbie, Grabów, Łęczyca, Uniejów, Wartkowice